# Alsengemme

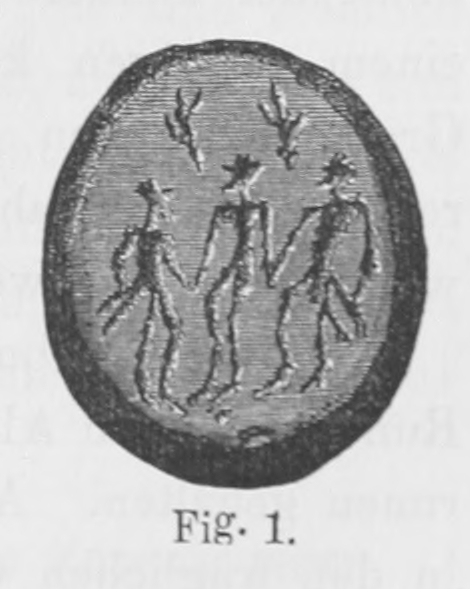
„Gemme von Alsen“, gefunden 1871 in Sønderborg

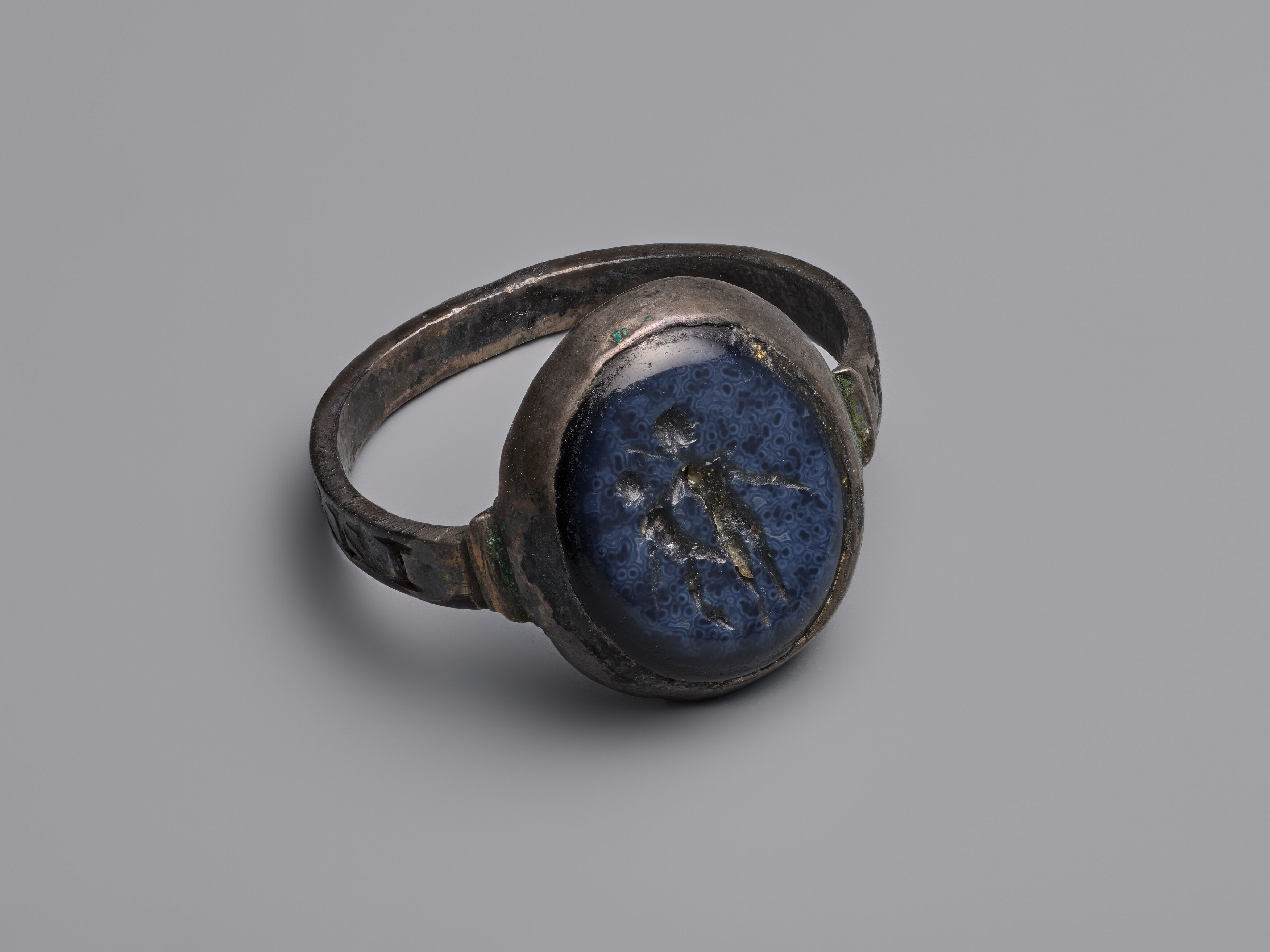
Thebalring mit Alsengemme aus dem Schatzfund von Bokel, vor 1220. Focke-Museum Bremen

Als Alsengemmen wird eine Gruppe von mittelalterlichen Glas-Gemmen bezeichnet. Das zweischichtig gegossene Glas ist auf der gewölbten Unterseite schwarz, auf der flachen Oberseite hellblau gefärbt und mit einer eingeritzten figürlichen Darstellung verziert. Ihr Name rührt her von einem im Jahr 1871 auf der dänischen Ostseeinsel Alsen gefundenen Exemplar. 
Galten Alsengemmen lange als heidnische Amulette der karolingisch-ottonischen Zeit, die im späten 8. und 9. Jahrhundert in den nördlichen Niederlanden, während des 10. Jahrhunderts dagegen im westfälisch-niedersächsischen Raum hergestellt und von Goldschmieden späterer Jahrhunderte als Spolien wiederverwendet wurden (Otto-Friedrich Gandert), so deuten neuere Untersuchungen ihrer Fundumstände darauf hin, dass es sich um hochmittelalterliche Glasgemmen mit christlichem Sinngehalt und teilweise wahrscheinlich um Abzeichen von Pilgern oder Kaufleuten handelte (Mechthild Schulze-Dörrlamm). Die Alsengemmen, derer bisher schon 100 Exemplare bekannt sind, gliedern sich demnach in drei Typen von unterschiedlicher Zeitstellung, Verbreitung und Funktion:
Die ältesten tragen die Figur eines schreitenden Mannes, eines Tieres oder ein symbolisches Zeichen im Profil. Sie wurden vom Beginn des 11. Jahrhunderts bis zum frühen 13. Jahrhundert hergestellt und – ebenso wie die echten antiken und byzantinischen Gemmen – nahezu ausschließlich zur Verzierung von liturgischem Gerät sowie Reliquiar verwendet. Überwiegend kommen sie im Raum zwischen Maas und Unterelbe, einige wenige auch in Italien und Spanien vor. Demnach könnten die ersten Alsengemmen von mediterranen Glaswerkstätten angefertigt und in deutsche Gebiete importiert worden sein, wo noch keine nennenswerte Glasproduktion existierte.
Der zweite Typ zeigt je zwei stehende Gestalten, zwei Männer oder einen Mann und einen Engel, im Profil, die sich einander zuwenden und an den Händen halten. Diese Alsengemmen waren vom mittleren 11. Jahrhundert bis Ende des 13. Jahrhunderts in Gebrauch und dienten – von einzelnen Bodenfunden in den Küstenregionen an Nord- und Ostsee abgesehen – der Verwendung für Goldschmiedearbeiten im niederländisch-nordwestdeutschen Raum.
Erst seit dem ausgehenden zwölften und bis in das mittlere vierzehnte Jahrhundert entstanden Alsengemmen des dritten Typs, auf denen jeweils drei (bisher nur in einem einzigen Fall vier) bärtige Männer mit wehenden Rockschößen abgebildet sind, die einander ansehen und an den Händen fassen. Den Untersuchungen Otto-Friedrich Ganderts zufolge handelt es sich dabei um Darstellungen der Heiligen Drei Könige nach mediterranen Vorlagen. Da deren Gebeine seit 1164 in Köln aufbewahrt und verehrt (→ Dreikönigenschrein) werden, ist anzunehmen, dass diese Gemmen nicht nur in Köln produziert, sondern dort auch als Devotionalien verkauft wurden. Sie dürften von Pilgern oder Kaufleuten, die sich unter den besonderen Schutz der Reisepatrone gestellt hatten, bis in die Küstenregionen des deutschsprachigen Reichsgebietes und weit über dessen Grenzen hinaus verbreitet worden sein. Die meisten von ihnen stellen Boden- oder Lesefunde dar, welche vor allem in den Niederlanden, Nordwestdeutschland und Dänemark, vereinzelt aber auch in Norwegen, Schweden und Nordwestrussland zutage kommen. Sie scheinen lose in der Tasche getragen und dabei verloren gegangen zu sein, da sie in Gräbern bisher nicht gefunden worden sind.